# Улица 45-й Стрелковой Дивизии
У́лица 45-й Стрелко́вой Диви́зии — улица в Коминтерновском районе Воронежа. Соединяет окружную автодорогу (улица Антонова-Овсеенко) с Северным мостом (через улицу Бурденко).
Улица названа в честь 45-й стрелковой дивизии (1-го формирования), которая после выхода из Киевского «котла» фактически была сформирована заново 8 тысячами добровольцев из Воронежа в ноябре-декабре 1941 года.
Длина улицы — около 6 км.

## История
Западнее Задонского шоссе (ныне Московский проспект) находилась Весёлая улица, восточнее — Клиническая улица. Вблизи пересечения с Московским проспектом к середине 30-х годов XX века был построен двухэтажный студенческий городок из общежитий институтов ВМИ, ВАПИ и ВИСИ. Около 1937 года было дано название восточной части будущей улицы — Клиническая улица, данное в связи с нахождением поблизости нескольких больниц. В 1940 году Клиническая улица была покрыта булыжником. В тот же год на улице открылась новая школа № 4 (ныне № 29) на 880 учащихся, построенная по типовому проекту Наркомпроса № 2070 архитектора Н. М. Вавировского.
В Великую Отечественную войну в 1942—1943 годах на всём протяжении современной улицы находилась зона боевых действий. В память об этом, рядом с транспортной развязкой улиц 45-й Стрелковой Дивизий, Транспортной и Бурденко, сохраняются руины учебного корпуса областной клинической больницы, известные как Ротонда. В 1962 году Весёлую улицу, на которой находились преимущественно частные жилые дома, присоединили к Клинической улице. 5 декабря 1968 по восточной части улицы открыто трамвайное движение (в 2009 году линия демонтирована).
В 1975 году, в связи с празднованием 30-летия Победы в Великой Отечественной войне, улица была переименована в честь 45-й стрелковой дивизии, которая фактически была сформирована заново воронежскими добровольцами в 1941 году и сражалась на западном направлении Воронежа. На доме № 48А по Московскому проспекту установлена мемориальная доска в память о ней. Старое название улицы продолжает использоваться жителями города в названии остановки («Клиническая») на пересечении улицы и Московского проспекта (официально остановка «Улица 45-й Стрелковой Дивизии»). В 1990-х годах около остановки находился Клинический мини-рынок. Неоднократно воронежцами поднимался вопрос возвращения исторического названия улицы. Во второй половине 80-х годов XX века общественная комиссия по наименованию улиц рассматривала это предложение. В целях неущемления чувств ветеранов войны, был принят компромиссный вариант: вернуть название Клиническая улица для западной от Московского проспекта части, а восточной части (бывшая Весёлая улица) оставить текущее название. Однако это решение так и не было утверждено городской администрацией. Другое старое название улицы сохранилось в названии магазина «Продукты на Весёлой» (дом № 204; магазин открыт в 1953 году) и соседнего Весёлого переулка.
В начале 1970-х на улице у главного корпуса детской больницы (ныне областная детская клиническая больница № 2) был открыт памятник В. И. Ленину.
В конце улицы в 60-е — 70-е годы XX века было открыто несколько промышленных предприятий, в том числе молочный комбинат (гормолзавод) и ремонтный трамвайно-троллейбусный завод (ВРТТЗ). В 1970-х годах существовали планы запуска троллейбусного движения по улице, в том числе для того, чтобы троллейбусы самостоятельно добирались на ремонт в ВРТТЗ. В 1988 году Птичий рынок, существовавший с конца 1960-х годов на перекрестке улицы 45-й Стрелковой Дивизии с Транспортной улицей, был перенесён на улицу Хользунова.
В конце 1990-х годов на пересечении улицы с Московским проспектом по проекту В. Л. Исаева построено здание для администрации Коминтерновского района и банка «Воронеж». В 2014 году у хирургического корпуса областной детской клинической больницы № 2 были открыты памятник детским хирургам и аллея памяти хирургам, работавшим в этом учреждении. С начала XXI века промзона постепенно вытесняется новыми жилыми домами, так на месте ВРТТЗ в 2015—2020 годах построен жилой комплекс «Цветной бульвар» на 7 тысяч жителей.

## Инфраструктура
На большей части улица тянется параллельно Беговой улице. Имеет пересечения с Московским проспектом; улицами: Транспортная, Сочинская, Леваневского, Багрицкого, Берёзовская, Шишкова, Карпинского, Победы, Славы, 303-й Стрелковой Дивизии, Верещагина, Солнечная, Киевская, Курская, Правды, Народная, Товарищеская, Донская, Подгоренская, Тамбовская, Рязанская, Тульская, Крайняя, Новгородская, Беговая, Антонова-Овсеенко; переулками Здоровья, Верещагина, Солнечный. Кольцевой транспортной развязкой на улице Транспортной выходит к улице Бурденко и далее на Северный мост. Генпланом города предусмотрено включение улицы в Северный диаметр, проходящий от автодороги Р193 (на Тамбов) по улице Остужева через Северный мост и далее по улице 45-й Стрелковой Дивизии с выходом на автодорогу на Семилуки. Первоначально для связи восточных и западных районов города планировалось выведение транзитной дороги по эстакаде с Северного моста на Рабочий проспект и далее на улицу 45-й Стрелковой Дивизии, но позже от этого решения отказались в пользу улицы Бурденко. Улица является одной из наиболее загруженных в городе: пассажиропоток в 2002 году оценивался в несколько миллионов человек в год. На отдельных участках улицы имеется автобусное движение. В восточной части маршруты 5, 18, 29, 38, 69, 75 и 108а.
В настоящее время в западной части улицы сохранилось большое число медицинских организаций: областная детская клиническая больница № 2 (бывшая № 7, дом № 64 по улице), дорожная клиническая больница (переулок Здоровья, 2), областная детская клиническая больница № 1 (корпус по улице Бурденко, 1). На улице находится лесопарк площадью 6,93 га, а также скверы Хвойный и Зелёный Уголок (до 2018 — сквер Сухомлинова и Клинический сквер, соответственно).